# Messier 55
Messier 55 (cunoscut și ca M55 sau NGC 6809) este un roi globular de dimensiune mare (de ordinul a 100 de ani-lumină), situat în constelația Săgetătorul. A fost descoperit de abatele Nicolas-Louis de Lacaille în Africa de Sud, în anul 1752. Acest obiect ceresc face parte din Catalogul Messier, întocmit de astronomul francez Charles Messier, din 1778.

## Observare

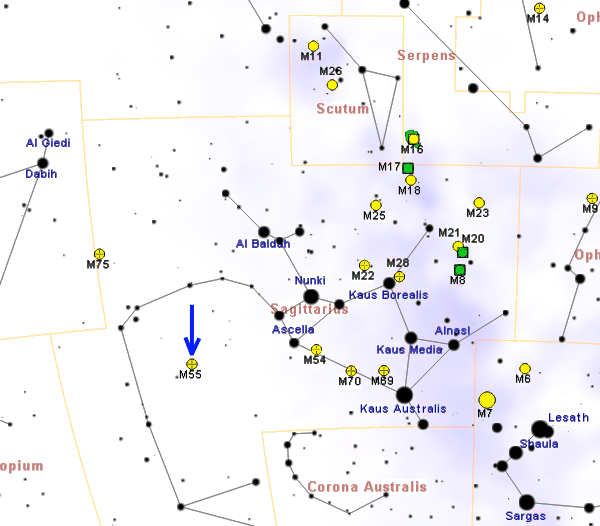
Hartă cu marcarea obiectului
Messier 55.

Messier 55 se află într-o regiune săracă în stele luminoase: pentru a ajunge la roi se poate lua ca punct de reper steaua ζ Sagittarii, de la care este necesară o deplasare de circa 1° spre sud, iar apoi 35 de minute de ascensie dreaptă spre vest; obiectul poate fi văut chiar și cu un binoclu de 10x50, deși cu o oarecare dificultate, pe un cer optim, însă pe un cer mai puțin limpede este necesar un instrument mai puternic. Rezolvarea în stele este dificilă și cere instrumente puternice, începând de la aperturi de 300-350mm.
Messier 55 poate fi observat, destul de ușor, de pe o mare parte din regiunile populate ale Pământului, grație situării acestui roi la o declinație neexcesiv de sudică: în unele regiuni ale Europei de Nord și din Canada, în zona Cercului Polar, vizibilitatea roiului este în orice caz imposibilă, iar în Europa Centrală apare foarte jos; din emisfera sudică M55 este vizibil sus, în nopțile de iarnă australă. În regiunile boreale perioada cea mai bună de observare este cuprinsă între lunile iunie și octombrie.

## Istoria  observării
Roiul Messier 55 a fost descoperit de Nicolas Louis de Lacaille la Capul Bunei Speranțe, în 1752, și a fost catalogat de Charles Messier, în  1778, pe care l-a descris astfel: "...o nebuloasă asemănătoare unei pete albicioase ... nu pare să conțină stele...".